# Valframbert

Valframbert este o comună în departamentul Orne, Franța. În 1 ianuarie 2022 avea o populație de 1.699 de locuitori.